# 140.
◄ | 1. stoljeće | 2. stoljeće | 3. stoljeće | ►
◄ | 110-ih | 120-ih | 130-ih | 140-ih | 150-ih | 160-ih | 170-ih | ►
◄◄ | ◄ | 137. | 138. | 139. | 140. | 141. | 142. | 143. | ► | ►►
Astronomija • Književnost • Kršćanstvo

## Smrti
- Mitridat IV. Partski

## Vanjske poveznice
|  | Zajednički poslužitelj ima još gradiva o temi 140. |